# عصفلدين ليبورني
العِصْفَلْدِين الليبورني أو العِصْفَلْدِين الكريتي (باللاتينية: Asphodeline liburnica) نوع نباتي ينتمي إلى جنس العِصْفَلْدِين من الفصيلة الزانثوروية (باللاتينية: Xanthorrhoeaceae).

## الموئل والانتشار
الموئل الأصلي لهذا النوع بلغاريا وتركيا الأوروبية والبلقان وإيطاليا. أخذ اسمه من منطقة ليبورنيا، في بلغاريا حاليًا.

## مرادفات للاسم
- (باللاتينية: Asphodelus liburnicus Scop.)
- (باللاتينية: Dorydium liburnicum (Scop.) Salisb., des. inval.)
- (باللاتينية: Asphodeline capillaris (DC.) Endl.)
- (باللاتينية: Asphodeline cretica (Lam.) Endl.)
- (باللاتينية: Asphodelus capillaris DC.)
- (باللاتينية: Asphodelus creticus Lam.)
- (باللاتينية: Asphodelus serotinus Sibth. ex J. Jacq.)
- (باللاتينية: Dorydium creticum (Lam.) Salisb., des. inval.)